# Dendrobium khasianum
Dendrobium khasianum là một loài thực vật có hoa trong họ Lan. Loài này được Deori mô tả khoa học đầu tiên năm 1988.